# Славіцький Олег Вікторович
Оле́г Ві́кторович Славі́цький (9 серпня 1975, Миньківці, Сквирський район, Київська область, Українська РСР — 13 травня 2014, Маячка, Слов'янський район, Донецька область, Україна) — український військовослужбовець, десантник, сержант Збройних сил України.

## Життєпис
Олег Славіцький народився в селі Миньківці на Київщині. Навчався в Малолисовецькій восьмирічній школі. Після одруження разом з сім'єю оселився на Житомирщині в селі Зоряне Ружинського району. Тривалий час працював у будівельній бригаді СФГ ім. Мічуріна.
З початком російської збройної агресії проти України призваний за мобілізацію. З весни 2014 року брав участь в антитерористичній операції на Сході України.
Стрілець — номер обслуги аеромобільно-десантного взводу 4-ї аеромобільно-десантної роти 2-го аеромобільно-десантного батальйону 95-ї окремої аеромобільної бригади (м. Житомир).
Загинув у бою з російськими терористами 13 травня 2014 року під час виконання бойового завдання.

### Бій під Краматорськом
О 12:30 на мосту біля дамби на околиці села Маячка (на той час — Октябрське) Слов'янського району, що за 20 км від Краматорська, під час супроводження на блокпости розрахунків 82-мм мінометів та продовольства військову колону обстріляли терористи з гранатометів та стрілецької зброї. Першим ударом підбито головний БТР-80, який уже заїхав на міст. Терористи поцілили з РПГ у двигун другого БТРа, один з автомобілів ГАЗ-66 повністю згорів. У бою при відбитті нападу загинуло 5 десантників — капітан Вадим Заброцький, старший лейтенант Віталій Дульчик, молодший сержант Віталій Рудий, молодший сержант Сергій Хрущ, старший солдат Олександр Якимов. Сержант Олег Славіцький у бою дістав тяжке поранення, помер у гелікоптері під час медичної евакуації до Харкова, ще 8 бійців поранені та контужені (серед них — капітан Володимир Бехтер, знаходився у другому БТРі з кінця колони, старший солдат Денис Білявський, молодший сержант Тарас Ткаліч). Бій тривав протягом години. Після «зачистки» території на місці засідки виявлено заздалегідь обладнані позиції, контейнери від гранатометів РПГ-18 «Муха», РПГ-26 «Аглень» та гільзи від снайперських гвинтівок. Переміщувалися бойовики кількома мікроавтобусами та легковими авто.
Кілька терористів під час бою також зазнали поранень, про що свідчать сліди крові та рештки бронежилетів. За даними Міноборони України, нападники втратили щонайменше 5 бійців: один загинув, 4 важко поранені та перебувають у першій міській лікарні у Слов'янську.
17 травня Олега поховали на цвинтарі села Зоряне. Залишились дружина та двоє дітей — 7 і 15 років.

## Нагороди
- 19 липня 2014 року — за особисту мужність і героїзм, виявлені у захисті державного суверенітету та територіальної цілісності України, відзначений — нагороджений орденом «За мужність» III ступеня (посмертно)
- недержавною медаллю «За визволення Слов'янська» (посмертно).

## Вшанування пам'яті
12 травня 2015 року в Малолисовецькому НВК відкрито меморіальну дошку на честь випускника Олега Славіцького.